# Contra todos
Contra todos es el primer álbum recopilatorio producido por DJ Blaster. El álbum cuenta con la participación de artistas de reguetón como Don Chezina, Zion & Lennox, Jowell & Randy, Alex Zurdo, Yomo. Este álbum Cuenta con 2 discos de 22 temas y un DVD con vídeos.
Luego de esta producción, Blaster se convertiría al cristianismo, siendo la única producción de reguetón secular que haría, ya que, posteriormente, lanzaría Vivencias, y más de 20 álbumes recopilados de contenidos y artistas cristianos como Redimi2, Alex Zurdo, entre otros.

## Lista de canciones
| N° | Canción            | Artista (s)                            | Duración |
| 1  | Intro              | DJ Blaster                             | 02:03    |
| 2  | Tu Sabes           | Ranking Stone                          | 03:30    |
| 3  | Eres Bonita        | Zion & Lennox                          | 04:07    |
| 4  | Sin Miedo          | O.G. Black & Master Joe                | 03:34    |
| 5  | No Me Dejes Solo   | Lito MC Cassidy                        | 03:04    |
| 6  | Descarga           | Don Chezina                            | 02:45    |
| 7  | Ella Baila Sola    | Panty Man & Horny Man                  | 02:57    |
| 8  | Perreo             | Bimbo                                  | 02:33    |
| 9  | Vuelvo y Salgo     | Ranking Stone                          | 03:27    |
| 10 | Dale y Frontea     | Mickey Perfecto junto a Joel Dando Tra | 03:15    |
| 11 | Castigo            | Andy Boy                               | 03:14    |
| 12 | Llega el Weekend   | Charlie & Kingston                     | 03:02    |
| 13 | Hasta Abajo        | Los Brothers                           | 03:14    |
| 14 | Pendiente Nena     | Rey Blasto & Zurdo                     | 03:47    |
| 15 | Dale Papi          | Lilo & Gini                            | 02:50    |
| 16 | Llega el Viernes   | Pity & Luigi                           | 02:49    |
| 17 | Tu y Yo            | Jowell & Randy                         | 02:51    |
| 18 | Te Invito a Bailar | Joel DI                                | 03:39    |
| 19 | Tu Me Pones Mal    | Yeray & Warionex                       | 03:13    |
| 20 | Un Poquito Mas     | Shery & Sheila                         | 03:37    |
| 21 | Quiero Bailar      | Yomo                                   | 02:35    |
| 22 | Yo Estoy           | Casper & Fen-X                         | 02:57    |

## Vídeos musicales
- Joel D I - Te invito a bailar
- Charlie & Kingston- Llega el Weekend
- Contra Todos - Ranking Stone, OG Black & Master Joe, Charlie & Kingston, Zion & Lennox (Mix)